# Русско-половецкие войны
Ру́сско-полове́цкие во́йны — серия военных конфликтов, длившихся на протяжении примерно полутора веков между Киевской Русью и половецкими племенами. Были вызваны столкновением интересов древнерусского государства и кочевников причерноморских степей. Другой стороной этой войны было усиление противоречий между раздробленными русскими княжествами, правители которых нередко делали половцев своими союзниками и использовали половецкие отряды в междоусобных войнах.
Как правило, выделяется три этапа военных действий:
- начальный (вторая половина XI века);
- второй период, связанный с деятельностью знаменитого политического и военного деятеля Владимира Мономаха (первая четверть XII века);
- заключительный период (до середины XIII века) (его частью был знаменитый поход новгород-северского князя Игоря Святославича, описанный в «Слове о полку Игореве»).

## Обстановка на Руси и в степях северного Причерноморья к началу столкновений
К середине XI века в рассматриваемом регионе произошёл ряд важных перемен. Властвовавшие на протяжении столетия в «Дикой степи» печенеги и торки, ослабленные борьбой с соседями — Русью и Византией, не сумели остановить вторжение на причерноморские земли пришельцев из алтайских предгорий — половцев, именуемых также куманами. Новые хозяева степей разбили врагов и заняли их кочевья. Однако им пришлось принять на себя и все последствия нахождения рядом с новыми странами-соседями. Долгие годы столкновений восточных славян со степными кочевниками выработали определённую модель отношений, в которую были вынуждены вписаться и половцы.
Между тем, начался распад Древнерусского государства — князья повели активную и безжалостную борьбу за уделы и при этом стали прибегать к помощи сильных половецких орд для борьбы с конкурентами. Поэтому появление новой силы в Причерноморье стало тяжёлым испытанием для жителей Руси.

## Соотношение сил и военная организация сторон
О половецких воинах известно не столь много, однако их военную организацию современники считали довольно высокой для своего времени. Основной силой кочевников, как и у любых степняков, были отряды лёгкой кавалерии, вооружённой луками. Половецкие воины, помимо луков, имели также сабли, арканы и копья. Богатые воины носили кольчуги. По всей видимости, половецкие ханы имели и собственные дружины с тяжёлым вооружением. Известно также (со второй половины XII века) о применении половцами военной техники — тяжёлых самострелов и «жидкого огня», заимствованных, возможно, у Китая ещё со времён жизни их в районе Алтая, либо в более поздние времена у византийцев (см. греческий огонь).
Половцы использовали тактику внезапных нападений. Они действовали, в основном, против слабо защищённых деревень, но редко атаковали укреплённые крепости. В полевом бою половецкие ханы грамотно разделяли силы, использовали летучие отряды в авангарде для завязки боя, которые затем подкреплялись атакой основных сил. Таким образом, в лице куманов русские князья столкнулись с опытным и умелым противником. Не зря давний враг Руси — печенеги были наголову разбиты половецкими войсками и рассеяны, практически перестав существовать.
Тем не менее, Русь имела огромное превосходство над своими степными соседями — по подсчётам историков, население древнерусского государства составляло в XI веке уже свыше 5 миллионов жителей, кочевников же было несколько сотен тысяч Успехи половцев были обусловлены, прежде всего, разрозненностью и противоречиями в стане их противников.
Древнерусское войско по своей структуре в эпоху раздробленности значительно изменилось по сравнению с более ранним периодом. Теперь оно состояло из трёх основных частей — княжеской дружины, личных отрядов аристократов-бояр и городских ополчений. Да и военное искусство русских к тому времени стояло на довольно высоком уровне.

## XI век
Сразу после смерти Ярослава Мудрого в 1054 году половцы впервые пришли на Русь, вторгшись в Переяславское княжество под предводительством хана Болуша, но не вступая в сражения, вскоре заключили мир с Всеволодом Ярославичем. В 1059 году Всеволод, а в 1060 году все трое старших Ярославичей в союзе с Всеславом Полоцким нанесли торкам сокрушительное поражение в степях. Первое столкновение русских и половцев датируется 1061 годом. 2 февраля половцы во главе с ханом Искалом разбили рать Всеволода Ярославича и разорили Переяславское княжество. С этих пор кочевники стали совершать частые набеги в пределы Руси.
Одно из крупнейших половецких вторжений на Русь произошло в 1068 году. Против половцев выступили силы Изяслава, Святослава и Всеволода Ярославичей, вместе владевших на тот момент всей Русью. Однако, это войско потерпело сокрушительное поражение на реке Альте. Изяслав Ярославич отказался вторично дать киевлянам коней и оружие из своего арсенала, чтобы биться с половцами, а на левобережье Днепра черниговский князь Святослав Ярославич 1 ноября с 3000 воинов смог остановить продвижение 12 000 половцев в битве на реке Снове, причём Новгородская первая летопись сообщает о взятии хана Шарукана в плен. В том же году в Киеве произошло восстание, заставившее Изяслава бежать в Польшу.
Впервые половцы были использованы в русских междоусобицах не против центральной власти, а центральной властью:
Владимир, ходил зимою 1076 года к Новгороду на помощь его князю Глебу, без сомнения, против Всеслава. Летом, после примирения и ряда с Изяславом, Всеволод вместе с сыном Владимиром ходил под Полоцк; а на зиму новый поход: ходил Мономах с двоюродным братом своим, Святополком Изяславичем, под Полоцк и обожгли этот город; тогда же Мономах с половцами опустошил Всеславову волость до Одрьска; здесь в первый раз встречаем известие о наемном войске из половцев для междоусобной войны
После смерти на киевском княжении Святослава Ярославича в 1076 году Изяслав Ярославич вернулся в Киев, а Чернигов остался за Всеволодом Ярославичем. Святославичи Роман и Олег в союзе с половцами начали борьбу за бывшие владения своего отца, что привело к гибели в 1078 году в битве на Нежатиной Ниве Изяслава Ярославича и союзника Олега, Бориса Вячеславича. В 1079 году половцами был убит и Роман Святославич.
В 1078 году Всеволод Ярославич вокняжился в Киеве и оставил своего сына Владимира наместником в Чернигове. Новый мощный натиск на русские земли, который возглавили ханы Боняк и Тугоркан, был приурочен к болезни Всеволода Киевского в 1092 году. В следующем году Всеволод умер, а Тугоркан осадил город Торческ. На помощь оборонявшимся, как и за 25 лет до этого, выступила соединённая киевско-черниговско-переяславская армия, во главе которой стояли соответственно Святополк Изяславич, Владимир и Ростислав Всеволодовичи, но в битве на реке Стугне она была разбита, а Ростислав погиб при отступлении в бурных от дождей водах реки. Затем Святополк с киевлянами был разбит ещё раз и Торческ пал. После ещё одного сражения Святополка и Владимира против половцев (с неясным исходом) Святополк заключил с Тугорканом мир, женившись на его дочери.
В 1094 году Олег Святославич с половцами осадил Владимира Всеволодовича в Чернигове. После продолжительной осады Владимир открыто покинул город (не хвалиться поганым), пройдя между вражескими силами без боя. Владимир ушёл в Переяславль, но не отказался от идеи борьбы с Олегом. Во время переговоров в Переяславле он убил двух ханов — Итларя и Кытана и при поддержке Святополка начал наступление на Олега. Междоусобная война на Руси (1094—1097) продолжилась в северо-восточных землях — Ростовской и Муромской, в ходе которой погиб сын Мономаха Изяслав (1096). Воспользовавшись отсутствием сил Святополка и Мономаха в южной Руси, две половецких армии атаковали русские княжества по обоим берегам Днепра. Под самим Киевом появился хан Боняк, а ханы Тугоркан и Куря осадили Переяславль. Последних и ждало первое крупное поражение от русских. 19 июля 1096 года на реке Трубеж войско князей Святополка Изяславича и Владимира Мономаха разгромило неприятеля. Узнав о поражении Тугоркана, Боняк, уже успевший пограбить окрестности Киева и сжегший Киево-Печерский монастырь, спешно ушёл в степь.

## Походы русских князей в степи в начале XII века

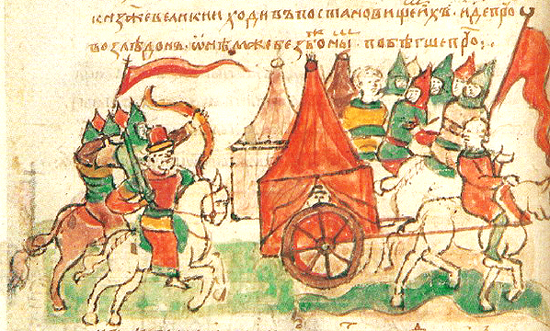
Поход русских дружин на половцев

Удар, нанесённый половцам на Трубеже, был для кочевников очень болезненным. В битве погиб один из главных половецких ханов, Тугоркан. Но сила степняков все ещё была велика. В 1097 году Любечский съезд князей прекратил усобицу на востоке Руси, съезд в Уветичах (1100) — усобицу на западе Руси. На Долобском съезде было принято решение об общем походе в степь, ставшем первым в целой серии таких походов.
В 1103 году ранней весной союзная рать русских князей двинулась в степи. Расчет был сделан на ослабление половецкой конницы. После долгой зимы кони не успели ещё набрать сил, русское же воинство включало в себя помимо княжеских дружин и крупные силы «пешцев» — пехотинцев. Пешее войско двигалось по Днепру на ладьях, кавалерия шла параллельно. Затем армия повернула вглубь степей. Решающий бой кампании состоялся 4 апреля на Сутени. Святополк, Мономах и их союзники разгромили половцев, хан Урусоба и 19 других князей были убиты в этой битве.
В 1107 году кочевники вновь перешли в наступление. В мае хан Боняк со своими конниками вторгся в пределы Переяславского княжества и осадил город Лубен. Мономах снова вынужден был защищать свою вотчину. Вместе со Святополком он пришёл на помощь осаждённым и на реке Суле атаковал половцев. На этот раз Боняк и его воины сопротивлялись недолго: они бежали, бросив обоз и добычу. Очередной раз был заключён мир, скреплённый двумя династическими браками: на дочерях половецких ханов женились сын Владимира Юрий и сын Олега Святославича.
Перемирие длилось недолго. Половцы готовили новый удар по Руси, но в этот раз Мономах их упредил. Благодаря вылазке в степь рати под началом воеводы Дмитра выяснив, что несколько половецких ханов собирают воинов в большой поход на русские земли, переяславский князь предложил союзникам самим напасть на врага. На сей раз выступили зимой. 26 февраля 1111 года Святополк Изяславич, Владимир Мономах и их союзники во главе большой армии двинулись в бассейн верхнего Донца. Были захвачены половецкие города Шарукань и Сугров. Но основные силы хан Шарукан вывел из-под удара. 26 марта, надеясь на усталость русских воинов после долгого похода, половцы обрушились на союзную армию на берегах речки Салницы. В кровопролитной и ожесточённой битве победа вновь досталась русским. Враг бежал, княжеская рать беспрепятственно вернулась домой.
После того как Владимир Мономах стал великим князем Киевским, русские войска совершили очередной крупный поход в степь (во главе с Ярополком Владимировичем и Всеволодом Давыдовичем) и захватили у половцев 3 города (1116). В последние годы жизни Мономах отправил Ярополка с войском за Дон против половцев, но он не нашёл их там. Половцы откочевали подальше от границ Руси, в кавказские предгорья.

## XII—XIII века
Сразу вслед за смертью Владимира Мономаха половцы вернулись к тактике набегов и поддержки одних русских князей против других. В 1125 году Ярополку Владимировичу переяславскому удалось разбить половцев, а в 1127 году они пришли на помощь Всеволоду Ольговичу черниговскому, и Мстислав Владимирович киевский, получив от него Курск, не стал настаивать на возвращении Чернигова Ярославу Святославичу, несмотря на более ранний договор с ним.
После смерти Мстислава (1132), с фактическим распадом Киевской Руси: Юрий Долгорукий пять раз приводил половцев под стены Киева во время войн с князем Изяславом Мстиславичем, затем с их помощью Изяслав Давыдович черниговский боролся против Ростислава Мстиславича смоленского, затем войска Андрея Боголюбского и половцев изгнали из Киева Мстислава Изяславича (1169), затем Рюрик Ростиславич смоленский защищал Киев от Ольговичей и половцев (1181), затем находящийся под властью Романа галицкого Киев был разгромлен Рюриком, Ольговичами и половцами (1203), затем половцев использовали Даниил волынский и Владимир Рюрикович киевский против венгров, а затем Ольговичи — против них в междоусобице середины 1230-х годов.
Возобновление походов русских князей в степи (для обеспечения безопасности торговли) связано с великим киевским княжением Мстислава Изяславича (1167—1169).
Обычно Киев координировал свои  оборонительные действия с Переяславлем (находившимся во владении ростово-суздальских  князей), и тем самым создавалась более или менее единая линия Рось — Сула. В связи с этим значение штаба такой общей обороны перешло от Белгорода к Каневу. Южные пограничные заставы Киевской земли, расположенные в X веке на Стугне и на Суле, теперь продвинулись вниз по Днепру до Орели и Снепорода-Самары

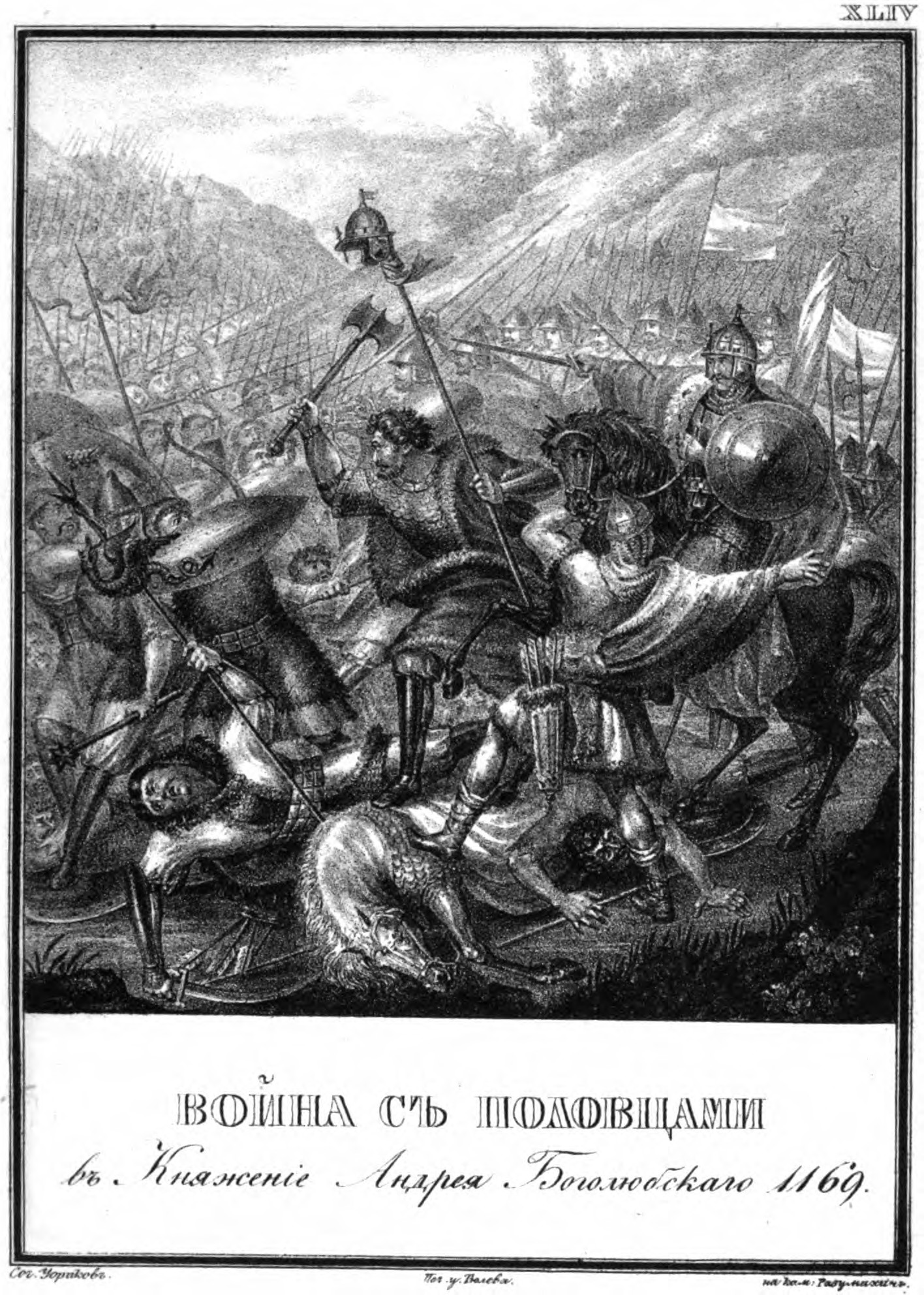
Война с половцами 1169 г.

В 70-х годах XII века на степных просторах от Дона до южного приграничья Руси возникло крупное объединение половецких племён, которое возглавил хан Кончак. Окрестности Киева, Чернигова, Переяславля снова стали жертвами участившихся набегов пришельцев из степей. В 1176 году половцы нанесли поражение русским войскам у Ростовца.
В начале 1180-х годов силами коалиции южнорусских князей во главе со Святославом Всеволодовичем Киевским было нанесено решающее поражение половецкому хану Кобяку, он попал в плен вместе с 7 тысячами своих воинов, и хану Кончаку на Хороле (по традиционной датировке 30 июля 1183 и 1 марта 1185 года, по результатам сравнительного анализа летописей Бережковым Н. Г. соответственно 30 июля и 1 марта 1184 года).
Весной 1185 года Святослав уехал в северо-восточные земли Черниговского княжества, собираясь идти к Дону на половцев на всё лето, а новгород-северский князь Игорь Святославич предпринял сепаратный поход в степи (на этот раз неудачный, в отличие от похода предыдущего года). Войско северского князя выступило в поход 23 апреля 1185 года. По пути к Игорю присоединились с дружинами его сын Владимир Путивльский, племянник — Святослав Рыльский, брат Игоря, князь Курский и Трубчевский Всеволод и черниговские ковуи: всего 5 полков. Также в этом походе впервые упоминается шестой полк, состоящий из стрельцов от всех полков. Первая встреча с половцами произошла на берегах р. Сюурли и была удачной для русских. Была захвачена богатая добыча, часть русских сил (кроме полков Игоря и Всеволода) участвовала в погоне за разбитым противником. На следующий день княжеские полки столкнулись с основными силами хана Кончака. На берегах р. Каялы разразилась кровопролитная битва. Конные дружины могли спастись бегством, но предпочли не бросать чёрных людей, спешились и стали пробиваться к Донцу. Получив ранение, Игорь снова сел на коня. Целый день воины Игоря сдерживали натиск превосходящих сил врага, но на рассвете следующего дня дрогнули. Княжеская рать была разбита, сам Игорь и его сын Владимир попали в плен.
Половцы вторглись на Русь, осадили Переяславль, взяли Ромны. Святославу Киевскому и его соправителю Рюрику Ростиславичу удалось выстроить оборону, а при известии о форсировании ими Днепра Кончак снял осаду с Переяславля и ушёл в степь. Новгород-северскому князю, бежавшему позже из половецкого плена, удалось отомстить врагам: он совершил несколько победоносных походов против кочевников. После 1185 года половцы вторгались на Русь только в качестве союзников одной из борющихся друг с другом коалиций русских князей.
В 1187 году Святослав и Ярослав Всеволодовичи и Рюрик Ростиславич организовали поход против половцев на левобережье нижнего Днепра. Черниговцы жаловались на дальность похода, и в конце концов все войска вернулись на Русь, так и не столкнувшись в половцами.
Крупнейшие походы в степи предпринимали Всеволод Большое Гнездо в апреле 1198 года (половцы откочевали на юг, чтобы избежать столкновения), Роман Мстиславич зимой 1201/1202 годов (в помощь византийскому императору Алексею III Ангелу) и с Рюриком Ростиславичем зимой 1203/1204 годов.
В первой половине XIII века и русские, и половцы стали жертвами монгольских завоеваний. При первом появлении монголов в Европе в 1222—1223 годах русские князья объединили свои усилия с половецкими ханами, хотя монгольские послы предлагали русским князьям действовать вместе против половцев. Битва на реке Калке закончилась неудачно для союзников, но монголы вынуждены были отложить завоевание Восточной Европы на 13 лет. Западный поход монголов 1236—1242 годов, именуемый в восточных источниках также кипчакским, то есть половецким, не встретил совместного сопротивления русских князей и половецких ханов.

## Итоги войн
Итогами русско-половецких войн стала потеря русскими князьями контроля над Тмутараканским княжеством и Белой Вежей, а также прекращение половецких вторжений на Русь вне рамок союзов с одними русскими князьями против других. Вместе с тем сильнейшие русские князья стали предпринимать походы вглубь степей, но и в этих случаях половцы предпочитали отступать, избегая столкновения.
Рюриковичи породнились со многими половецкими ханами. На половчанках были женаты в разное время Юрий Долгорукий, Святослав Ольгович (князь черниговский), Рюрик Ростиславич (князь киевский), Мстислав Удатный, Ярослав Всеволодович (князь владимирский). В половецкой элите получило распространение христианство: например, из упомянутых русскими летописями под 1223 годом четырёх половецких ханов двое носили православные имена, а третий крестился перед совместным походом против монголов.

## Список городов на Руси, взятых половцами
- между 1078 и 1084 — Стародуб, Горошин.
- 1093 — Торческ.
- 1094 — в союзе с Олегом Святославичем. Чернигов. Владимир Мономах принял решение о сдаче города Олегу со словами не хвалиться поганым. В оплату за помощь Олег отдал на разграбление половцам окрестности города.
- 1096 — Юрьев в Поросье. Гарнизон, выдержавший долгую осаду и не получивший помощи из Киева, принял решение об оставлении города. Половцы сожгли пустой город.
- 1107 — Устье. Половецкий хан Куря.
- 1169 (возможно[7]) — в союзе с Андреем Боголюбским. Киев. Защитники сказали своему князю: «Что стоишь? Езжай из города! Нам их не перемочь»
- 1185 — Римов (Курское княжество).
- 1203 — в союзе с Рюриком Ростиславичем. Киев.